# VC-137C SAM 27000
SAM 27000 était le deuxième de deux Boeing VC-137C de l'United States Air Force qui ont été spécialement configurés et entretenus pour l'utilisation du président des États-Unis. 
Il utilisait l'indicatif d'appel Air Force One quand le président était à bord, et l'indicatif SAM 27000 lorsque ce n'était pas le cas. Le VC-137C numéro de série 72-7000 est une version personnalisée du Boeing 707, entrée en service au cours de l'administration Nixon en 1972. Il a servi tous les présidents américains jusqu'à George W. Bush et a pris sa retraite en 2001 ; il est maintenant exposé à la Ronald Reagan Presidential Library.

## Histoire opérationnelle
Le premier avion est entré en service en 1972 pendant l'administration de Richard Nixon. SAM 27000 a remplacé le vieillissant SAM 26000 comme principal moyen de transport présidentiel, bien que SAM 26000 soit resté comme moyen de remplacement. SAM 27000 a servi sept présidents durant ses vingt-neuf années de service : Richard Nixon, Gerald Ford, Jimmy Carter, Ronald Reagan, George H. W. Bush, Bill Clinton et George W. Bush. En 1990, il a été remplacé en tant qu'avion présidentiel principal par deux gros porteurs Boeing VC-25 : SAM 28000 et SAM 29000.

### Nixon et Ford

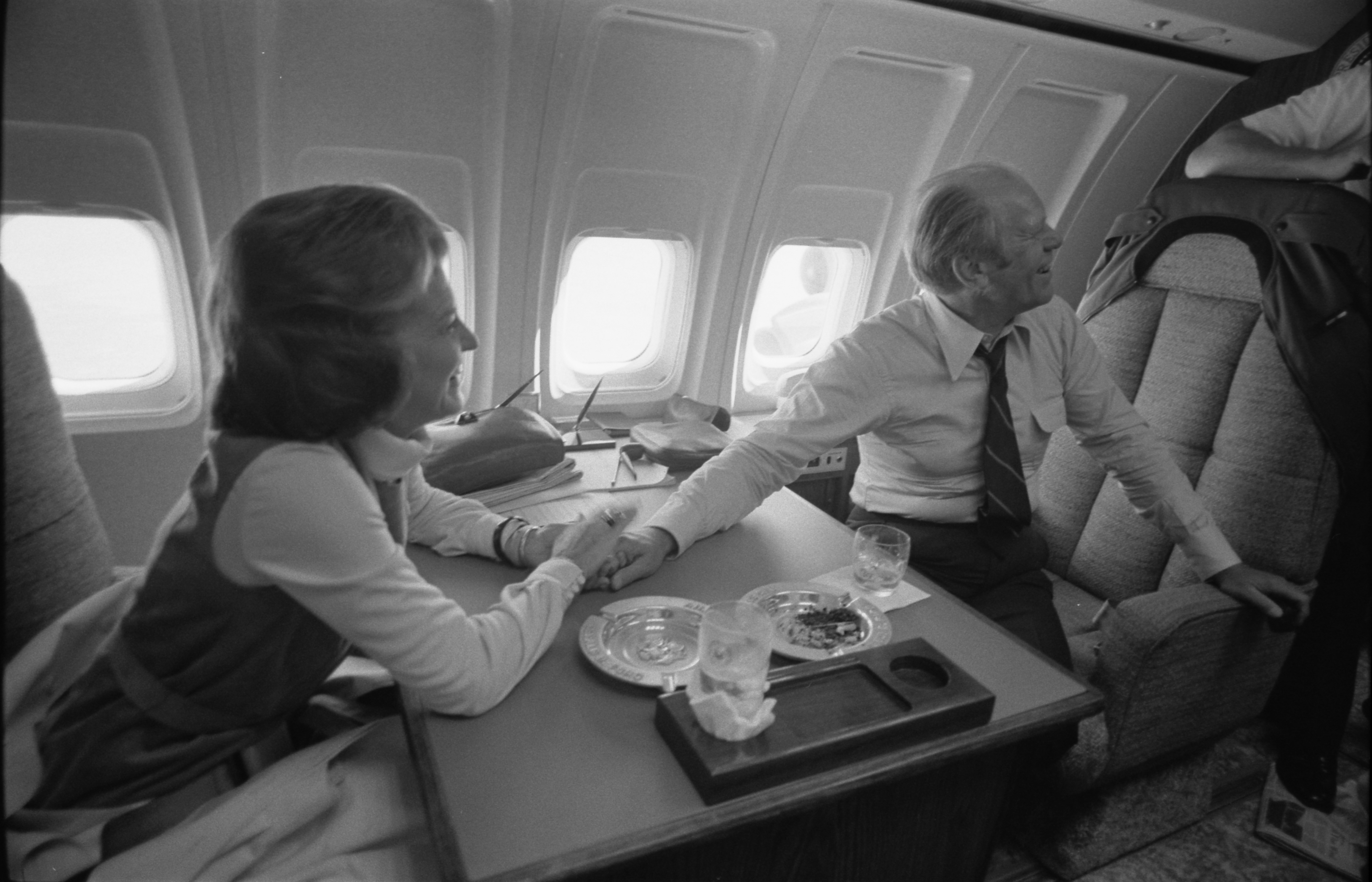
Les Ford à l'avant de la cabine du Président sur SAM 27000.

Nixon fut le premier président à utiliser cet Air Force One, en double avec SAM 26000, le « Spirit of 76 »,. Le président Nixon avait fait peindre cette expression sur le nez des deux avions (enlevée plus tard par le président Carter). Bien que SAM 27000 eût remplacé SAM 26000 comme principal mode de transport aérien de Nixon, celui-ci choisissait de prendre SAM 26000 lorsque sa famille était avec lui.
Nixon a suscité beaucoup d'attention pour ses vols fréquents à bord d'Air Force One, allant souvent à ses maisons en Californie et en Floride, mais il a aussi fait de nombreux voyages à l'étranger, comme son voyage en Chine en 1972. Les conseillers principaux et des ministres ont utilisé l'avion, y compris le secrétaire d'État Henry Kissinger. Lorsque Nixon a démissionné de la présidence le 9 août 1974, il est allé à son domicile dans le comté d'Orange en Californie à bord de SAM 27000. En survolant le Missouri en route vers leur destination, le pilote, le colonel Ralph Albertazzie, a contacté Kansas City Center et a eu son indicatif d'appel changé d'Air Force One à SAM 27000 car Gerald Ford était désormais assermenté,,.
Gerald Ford a utilisé SAM 27000 assez souvent, surtout pour ses voyages à l'étranger, tels que sa rencontre avec le Premier ministre soviétique Léonid Brejnev à Vladivostok en 1974. Après deux tentatives d'assassinat, Ford est retourné à l'avion pour entendre la boutade de sa femme Betty : « Eh bien, comment vous ont-ils traité à San Francisco ? ». Pendant les années de Ford, comme il y avait un nombre croissant de détournements d'avions et une menace terroriste grandissante, les deux SAM 27000 et 26000 ont été équipés de systèmes de défense pour détecter les missiles à tête chercheuse. C'est le président Ford qui a le premier décidé que le nom de l'avion lui-même devrait être Air Force One comme indicatif d'appel.

### Carter et Reagan

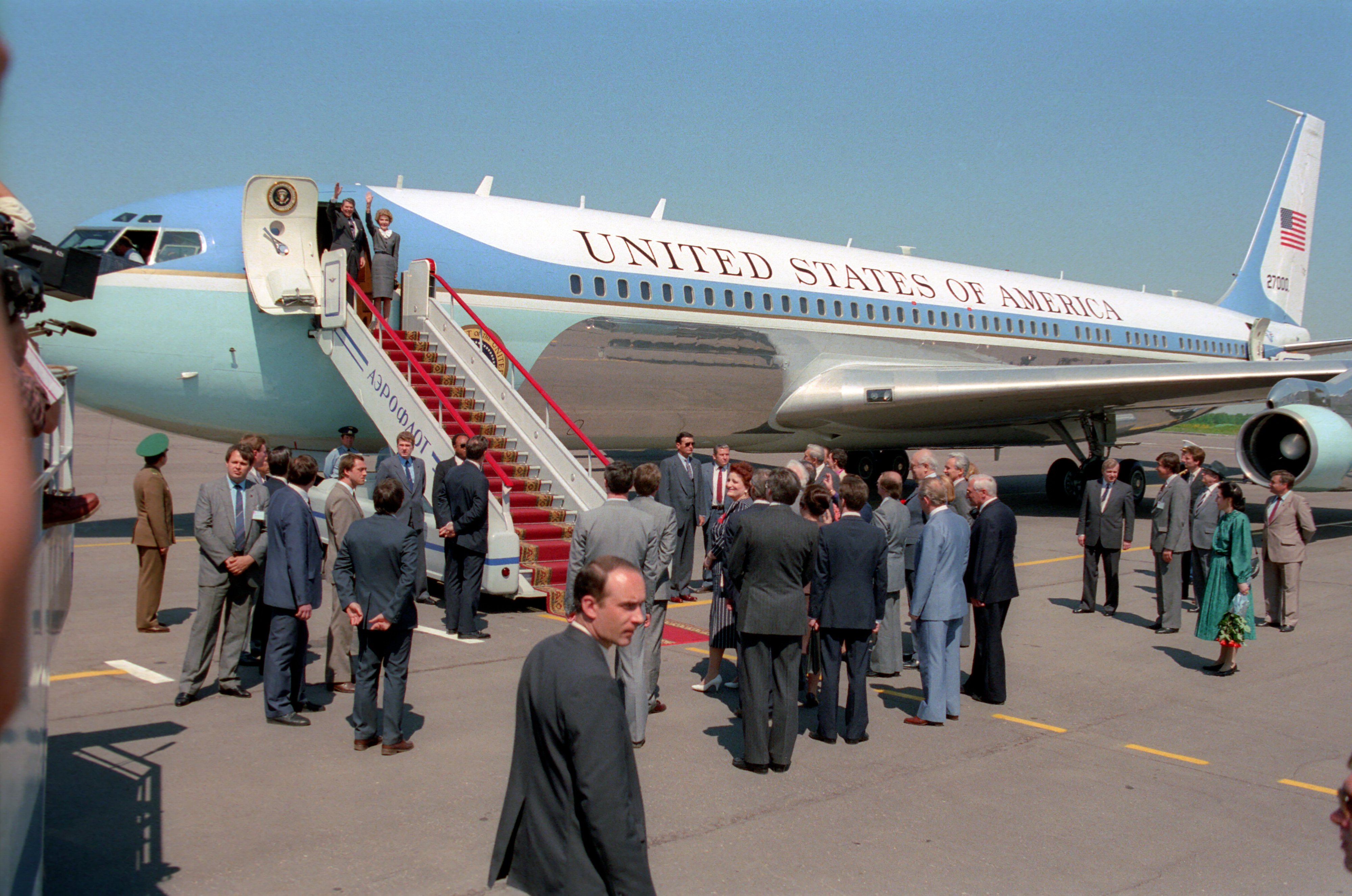
Ronald et Nancy Reagan sortant d'Air Force One (SAM 27000) se préparent à descendre l'escalier à Moscou.

Jimmy Carter a apporté à Air Force One quelques retouches qui reflètent ses valeurs personnelles.
Carter préfère un style de vie plus simple, quelque chose qu'il a fait apparaitre sur SAM 27000 ; il a même insisté sur le fait que lui et sa famille portent eux-mêmes leurs propres bagages à bord. Carter fait un usage régulier de l'avion à la fois pour un usage domestique et pour une utilisation à l'étranger. En 1980, après que l'équipe américaine de hockey a battu l'équipe soviétique, Carter a envoyé SAM 27000 pour chercher l'équipe et la ramener à Washington pour une cérémonie de félicitations. Le dernier voyage de Carter à bord de 27000 a été fait en tant qu'ancien président, lorsque Ronald Reagan l'a envoyé en Allemagne de l'Ouest pour accueillir au nom du peuple américain les 52 otages américains retenus prisonniers en Iran.

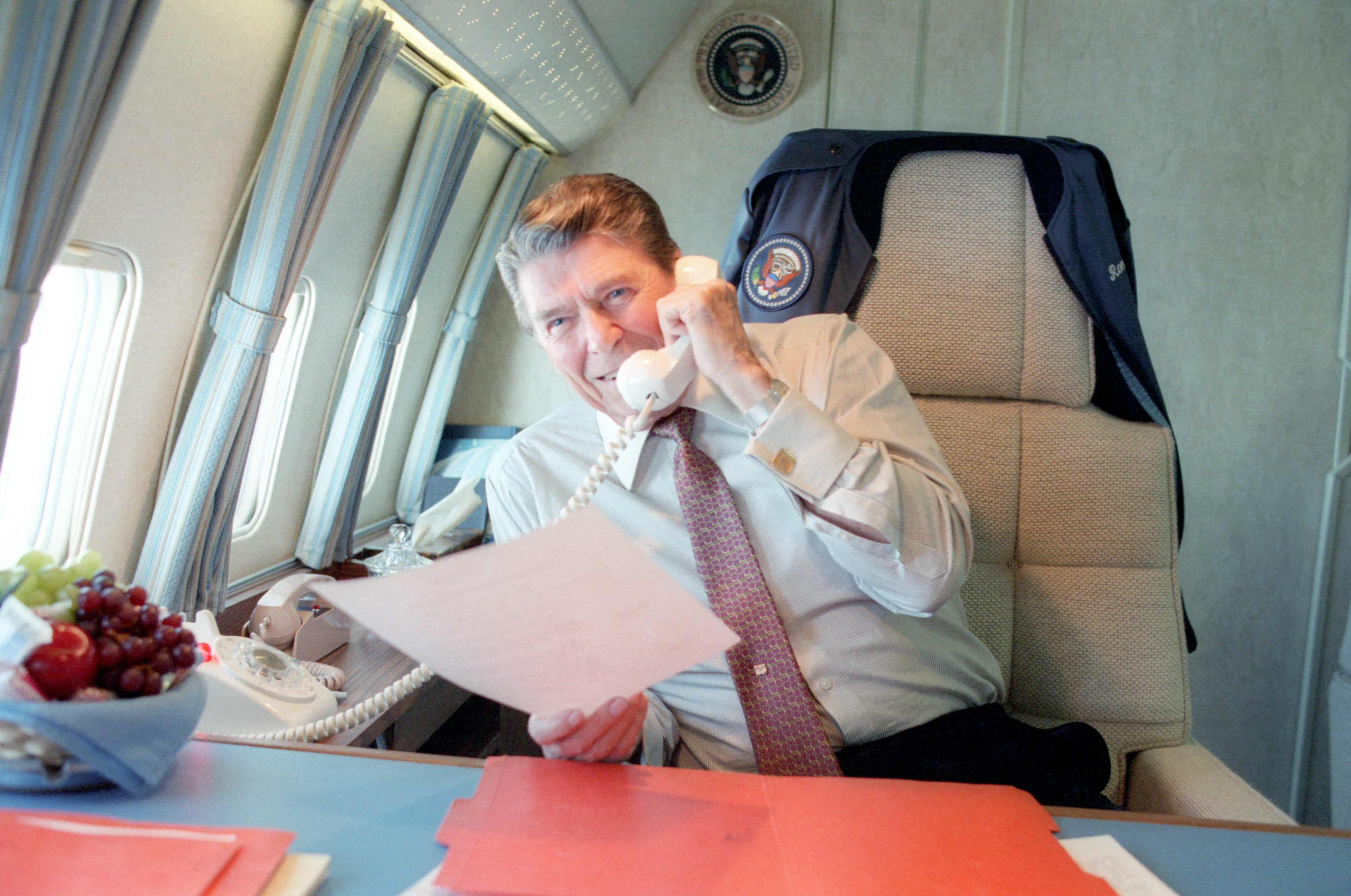
Ronald Reagan travaillant à bord de SAM 27000 en 1986.

Ronald Reagan fut un grand utilisateur de SAM 27000, il a volé plus longtemps et plus loin que tous les autres présidents, parcourant plus de 675 000 miles à son bord.
Reagan a utilisé Air Force One pour se rendre dans toutes les parties du monde pour suivre ses objectifs diplomatiques ambitieux, effectuant trois voyages en Asie, six en Europe et douze ailleurs en Occident. Reagan a volé pour trois des quatre réunions au sommet avec le dirigeant soviétique Mikhaïl Gorbatchev à bord du SAM 27000 : Genève, Reykjavik et Moscou (la quatrième a eu lieu à Washington, DC).
Pendant ses voyages sur SAM 27000, Reagan passait la plupart de son temps dans sa cabine à l'avant, mais il a parfois utilisé le salon pour des réunions avec ses collaborateurs. Reagan dormait rarement dans l'avion, même sur les longs trajets. La première dame Nancy Reagan était aussi enthousiaste à propos d'Air Force One, rappelant la première fois où elle a volé sur l'avion : « Ronnie lisait des rapports et s'occupait de la paperasserie, tandis que j'écrivais des lettres à en tête Air Force One à des amis : Regardez, je vole sur Air Force One ! »
Le dernier vol de Reagan à bord de l'avion eut lieu le 20 janvier 1989, lorsque le désormais ancien président et la Première dame sont retournés en Californie.

## Missions après le remplacement

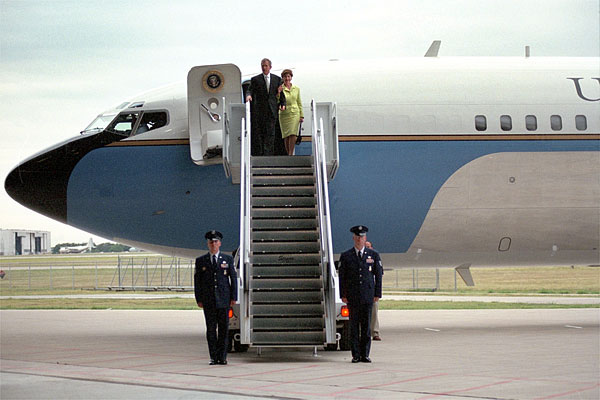
George W. et Laura Bush arrivent à Waco, au Texas, dernier voyage présidentiel de SAM 27000.

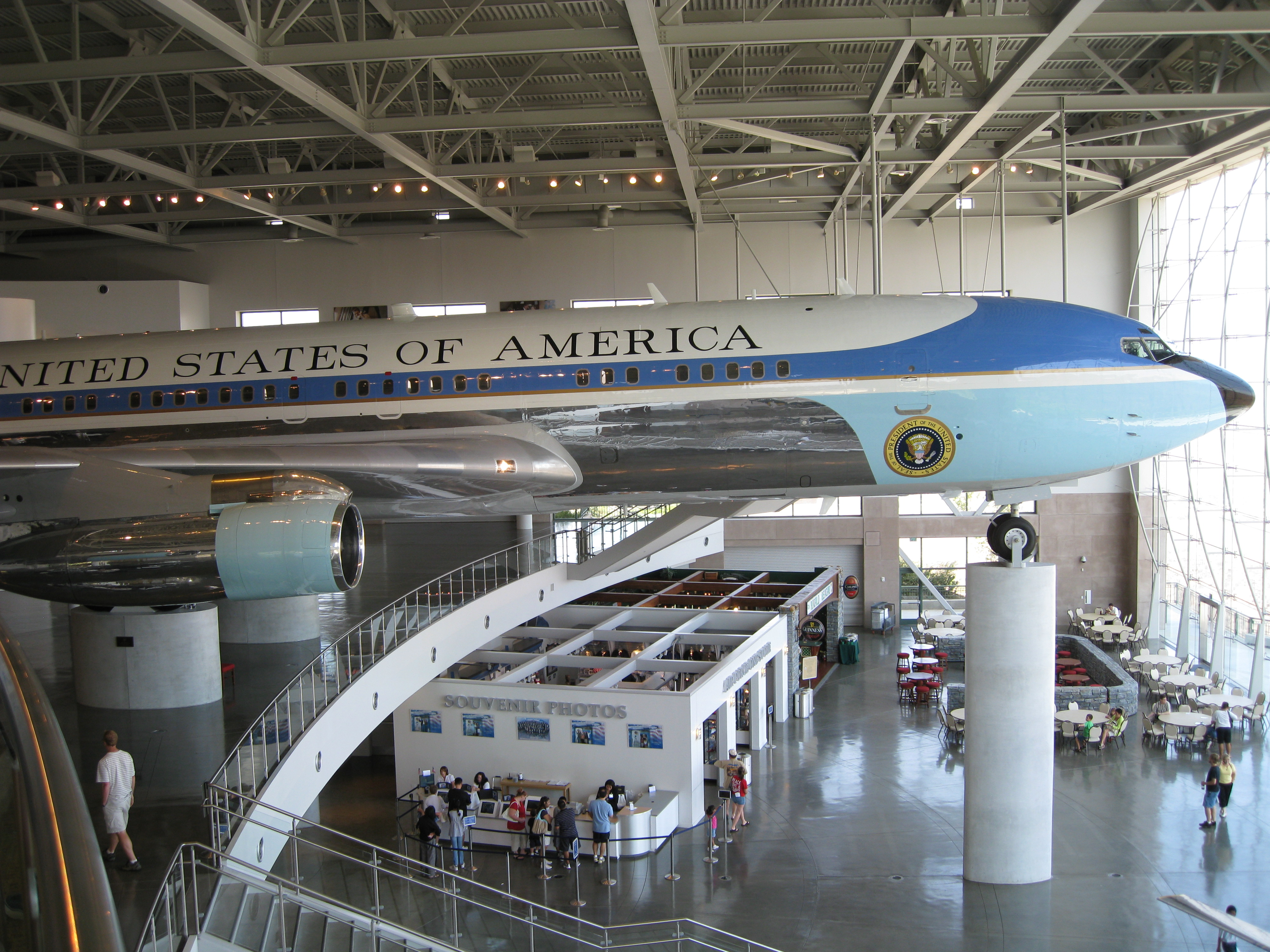
L'avion dans la Reagan Library.

George H. W. Bush fut le dernier président à utiliser SAM 27000 comme principal moyen de transport présidentiel. En 1990, l'avion a été remplacé par deux avions gros porteurs Boeing 747-200B, désignés VC-25 ; SAM 27000 a été gardé comme appareil de secours pendant le reste du mandat présidentiel de Bush.
L'ancien président Richard Nixon est décédé le 22 avril 1994 à New York. SAM 27000 a ramené son corps à la Marine Corps Air Station El Toro dans le comté d'Orange en Californie quatre jours plus tard.
Son dernier voyage présidentiel était le 29 août 2001, quand il a transporté George W. Bush et Laura Bush en route vers leur ranch Prairie Chapel à TSTC Waco Airport (en). 

### Reagan Library
En septembre 2001, SAM 27000 a été désarmé et transporté à l'aéroport international de San Bernardino (en) (anciennement Norton Air Force Base), où il a été présenté à la Fondation Reagan.
En ce qui a été connu comme l'opération « Homeward Bound », Boeing, le constructeur de l'avion, a démonté celui-ci et en a transporté les morceaux dans la bibliothèque. Après la construction de la fondation du pavillon lui-même, l'avion a été remonté et restauré, ainsi que posé sur des socles à 7,6 m au-dessus du sol. Le pavillon a été inauguré le 24 octobre 2005 par Nancy Reagan, par le président George W. Bush et la Première dame Laura Bush.